# 牡丹駅 (京畿道)
牡丹駅（モランえき）は大韓民国京畿道城南市寿井区寿進洞および中院区城南洞にある、ソウル交通公社と韓国鉄道公社（KORAIL）の駅。

## 利用可能な鉄道路線
ソウル交通公社
 8号線 - 駅番号は827
韓国鉄道公社
 盆唐線 - 駅番号はK225

## 歴史
- 1994年9月1日 - 鉄道庁（当時）盆唐線の駅が開業。
- 1996年11月23日 - ソウル特別市都市鉄道公社（当時）8号線の駅が開業。
- 2005年1月1日 - 鉄道庁が韓国鉄道公社に改組される。
- 2009年 - 8号線でホームドアの使用を開始。
- 2010年 - 盆唐線でホームドアの使用を開始。
- 2013年11月30日 - 盆唐線の急行の停車駅となる。
- 2017年5月31日 - ソウル特別市都市鉄道公社とソウルメトロが統合され、8号線はソウル交通公社の駅となる。

## 駅構造

### ソウル交通公社
ホーム階は地下3階で、相対式ホーム2面2線を有する。保安用にホームドアシステム（フルスクリーンタイプ）を装備する。ホーム西端に盆唐線への連絡通路がある。
改札階は地下2階で、改札口は1ヶ所ある。化粧室は地下2階改札外にある。
エレベータ完備。出入口は9番から11番までの計3ヶ所ある。

#### のりば
案内上ののりば番号は設定されていない。
| 上り | 8号線 | 福井・蚕室・岩寺・別内方面 |
| 下り | 8号線 | 降車専用                   |

### 韓国鉄道公社
ホーム階は地下2階で、相対式ホーム2面2線を有する。保安用にホームドアシステム（フルスクリーンタイプ）を装備する。ホーム北端に8号線との連絡通路がある。ただし、上りホーム（2番線）の連絡通路は盆唐線の線路を跨るため、階段を上り下りする必要がある。
改札階は地下1階で、改札口は北側と南側の2ヶ所ある。ただし両方とも上下ホーム別々に設置されており、改札内でのホーム間の移動はできない。化粧室は改札外にある。
出入口は1番から8番と12番の計9ヶ所ある。

#### のりば
| 1 | 盆唐線（下り） | 亭子・竹田・器興・水原方面   |
| 2 | 盆唐線（上り） | 福井・水西・宣陵・往十里方面 |

## 利用状況
近年の一日平均利用人員推移は下記の通り。
| 路線   | 路線     | 2000年 | 2001年 | 2002年 | 2003年 | 2004年 | 2005年 | 2006年 | 2007年 | 2008年 | 2009年 | 出典  |
| ------ | -------- | ------ | ------ | ------ | ------ | ------ | ------ | ------ | ------ | ------ | ------ | ----- |
| 盆唐線 | 乗車人員 | 7,656  | 14,326 | 16,746 | 18,827 | 14,778 | 15,112 | 15,799 | 16,800 | 18,873 | 19,731 | [ 2 ] |
| 盆唐線 | 降車人員 | 5,824  | 12,462 | 16,296 | 17,819 | 14,063 | 14,472 | 15,275 | 16,295 | 18,337 | 18,845 | [ 2 ] |
| 8号線  | 乗車人員 | 5,328  | 5,585  | 5,832  | 5,642  | 4,846  | 4,591  | 4,565  | 4,517  | 4,593  | 4,615  | [ 3 ] |
| 8号線  | 降車人員 | 4,230  | 4,335  | 4,428  | 4,274  | 3,611  | 3,412  | 3,370  | 3,223  | 3,181  | 3,080  | [ 3 ] |
| 8号線  | 乗降人員 | 9,558  | 9,920  | 10,260 | 9,916  | 8,457  | 8,003  | 7,935  | 7,740  | 7,774  | 7,695  | [ 3 ] |
| 路線   | 路線     | 2010年 | 2011年 | 2012年 | 2013年 | 2014年 | 2015年 | 2016年 | 2017年 | 2018年 | 2019年 | 出典  |
| 盆唐線 | 乗車人員 | 20,710 | 21,476 | 22,136 | 24,186 | 24,689 | 24,729 | 24,453 | 22,898 | 23,305 | 23,134 | [ 2 ] |
| 盆唐線 | 降車人員 | 19,534 | 20,143 | 21,070 | 22,948 | 23,507 | 23,272 | 23,153 | 22,539 | 23,078 | 23,019 | [ 2 ] |
| 8号線  | 乗車人員 | 4,614  | 4,657  | 4,751  | 4,819  | 4,962  | 4,846  | 4,747  | 4,808  | 4,916  | 4,990  | [ 3 ] |
| 8号線  | 降車人員 | 3,313  | 3,454  | 3,587  | 3,501  | 3,703  | 3,638  | 3,550  | 3,701  | 3,793  | 3,833  | [ 3 ] |
| 8号線  | 乗降人員 | 7,927  | 8,112  | 8,338  | 8,320  | 8,665  | 8,484  | 8,297  | 8,509  | 8,709  | 8,823  | [ 3 ] |

## 駅周辺
- 城南総合運動場
- 城南室内体育館（朝鮮語版）
- 城南洞住民センター
- 中院区庁
- ロッテシネマ城南
- 城南市庁
- 城南市議会
- 牡丹聖堂
- 勤労福祉公団（朝鮮語版） 城南支社
- 寿進地区隊
- 城寿初等学校
- 寿進公園
- 寿進2洞住民センター
- 寿進洞郵便局
- 豊生中学校（朝鮮語版）
- 豊生高等学校（朝鮮語版）
- 城南寿井初等学校（朝鮮語版）
- 牡丹市場
- 牡丹民俗場（朝鮮語版）

## 隣の駅
ソウル交通公社
 8号線
寿進駅 (826) - 牡丹駅 (827)
韓国鉄道公社
 盆唐線
急行・緩行
太平駅 (K224) - 牡丹駅 (K225) - 野塔駅 (K226)